# Níkos Chatzikyriákos-Ghíkas
 (décembre 2023).
Si vous disposez d'ouvrages ou d'articles de référence ou si vous connaissez des sites web de qualité traitant du thème abordé ici, merci de compléter l'article en donnant les références utiles à sa vérifiabilité et en les liant à la section « Notes et références ».
Níkos Chatzikyriákos-Ghíkas (en grec moderne Νίκος Χατζηκυριάκος – Γκίκας) (Athènes 26 février 1906 – Athènes 3 septembre 1994) est un peintre, sculpteur, graveur, illustrateur et essayiste grec. Il est considéré comme le principal artiste cubiste grec.[réf. nécessaire]

## Biographie
Níkos Chatzikyriákos-Ghíkas étudie la peinture dans l’atelier de Constantinos Parthenis entre 1918 et 1922. Il s’intéresse aussi à l’art byzantin et à l’art populaire.
Il part en 1923 pour Paris, où il étudie la littérature et l’art à la Sorbonne. Il suivit aussi des cours de peinture et de gravure à l’Académie Ranson. C’est à Paris qu’il découvre l’avant-garde artistique.
En 1934, il organise à Athènes le 4e Symposium International d’Architecture.
De 1935 à 1937, Níkos Chatzikyriákos-Ghíkas est rédacteur en chef de la revue To Trito Mati (Le Troisième œil).
En 1941, il commence à enseigner à l’École d’Architecture de l’Université Technique d’Athènes.
En 1973, il est membre de l’Académie d’Athènes et de la Royal Academy de Londres, de l'Academia Tiberiana de Rome et Officier des Arts et des Lettres.

## Expositions
- 1923 Dès ses premiers mois en France, il participa au ‘’Salon des Indépendants’’.
- 1927, exposition solo à la Galerie Percier où son travail fut remarqué par Picasso.
- 1934 Galerie des Cahiers d’Art, ainsi que des participations à des expositions à Paris et Venise.
- 1950 Biennale de Venise où il exposa 17 tableaux.
- 1950-1968 : 12 expositions à Athènes, Paris, Londres, Berlin, Genève et New York.
- 1988 Dernière grande exposition à la Royal Academy, Londres.
- 1992, Athènes - Galerie Maria Papadopoulou, le choix de la nativité du Christ (avec Alkis Pierrakos, Vassilaki, Vassiliou, Geralis...)
- 2006 Rétrospective à Syros et au Musée Benaki d’Athènes.

## Style
Níkos Chatzikyriákos-Ghíkas est considéré comme l’un des pionniers du modernisme en Grèce. S’il commence comme un cubiste, ses derniers tableaux s’inspiraient tout autant du fauvisme, du symbolisme et du constructivisme.
Comme toute sa génération des années 1930, il est marqué par la Première Guerre mondiale et la tragédie d’Asie Mineure. Il se pose lui aussi la question de la Grécité. Il tente dès lors de combiner les innovations avant-gardistes et l’art grec traditionnel, populaire ou byzantin.
Dans ses tableaux, comme dans ses écrits, il insiste sur la continuité qui peut exister entre l’art de la Grèce ancienne, l’art de la Grèce byzantine et l’art populaire de son temps. On lit par exemple l’influence byzantine, mais aussi de Karaghiozis dans les décors qu’il dessine pour les ballets Matei en 1952.
La Grèce ancienne inspire ses illustrations pour l’Odyssée de Níkos Kazantzákis dans les années 1930.